# 劉紳 (成化乙未進士)
劉紳（1446年—？），字大章，陝西西安府邠州人，民籍，明朝政治人物。進士出身。

## 生平
早年出身國子生，后中举陝西鄉試第三十七名。成化十一年（1475年）乙未科會試第九十五名，殿試登進士第二甲第四十七名。

## 家族
曾祖父劉文貴。祖父劉琮，曾任封通政使司右參議。父亲劉昭，曾任工部右侍郎。